# (458732) 2011 MD5
(458732) 2011 MD5とは、アポロ群に属する地球近傍小惑星の1つである。

## 軌道の性質
2011 MD5の近日点距離は地球軌道と接する0.989 au、遠日点距離は小惑星帯の外側である3.985 auで、軌道離心率0.60という歪んだ楕円軌道を約4年かけて公転している。軌道傾斜角は10.7度とあまり傾いていない。地球近傍小惑星（NEO）に分類されているが、地球軌道との最小交差距離（Earth MOID）は約0.063 auで、潜在的に危険な小惑星に分類される基準である0.05 au以内には達していない。
1918年9月17日に地球から約35万 km（約0.0023 au）にまで接近したとされており、これは月の軌道よりも内側である。木星に対しては3億 km圏内に何度か接近するが、火星に対しては1900年から2200年の間では大きく接近する事はないと予測されている。

## 物理的性質
2011 MD5の絶対等級は17.8等級であり、地球近傍小惑星にしばしば適用されるアルベドの値である0.13を代入すると、直径は1.015 kmとなる。このサイズは、月の軌道の内側に入り込む可能性のある天体としては最も大きな直径を持つ。ただし、先述の通り予測精度が十分ではないため、2011 MD5を除くと、(153814) 2001 WN5と(163132) 2002 CU11の806 mが月の軌道の内側に入り込む可能性のある最も巨大な天体となる。